# Laneuveville-devant-Bayon
Laneuveville-devant-Bayon is een gemeente in het Franse departement Meurthe-et-Moselle (regio Grand Est) en telt 210 inwoners (2004). De plaats maakt deel uit van het arrondissement Nancy.

## Geografie
De oppervlakte van Laneuveville-devant-Bayon bedraagt 5,8 km², de bevolkingsdichtheid is 36,2 inwoners per km².
De onderstaande kaart toont de ligging van Laneuveville-devant-Bayon met de belangrijkste infrastructuur en aangrenzende gemeenten.

## Demografie
Onderstaande figuur toont het verloop van het inwonertal (bron: INSEE-tellingen).